# Hesperidanthus barnebyi
Hesperidanthus barnebyi là một loài thực vật có hoa trong họ Cải. Loài này được (S.L. Welsh & N.D. Atwood) Al-Shehbaz mô tả khoa học đầu tiên năm 2005.